# Seznam slezských šlechtických rodů, H
Tento seznam obsahuje výčet šlechtických rodů, které byly v minulosti spjaty s územím Slezska. Podmínkou uvedení je držba majetku, která byla v minulosti jedním z hlavních atributů šlechty, případně, zejména u šlechty novodobé, jejich služby ve státní správě na území Slezska či podnikatelské aktivity. Platí rovněž, že u šlechty, která nedržela konkrétní nemovitý majetek, jsou uvedeny celé rody, tj. rodiny, které na daném území žily alespoň po dvě generace, nejsou tudíž zahrnuti a počítáni za domácí šlechtu jednotlivci, kteří ve Slezsku vykonávali pouze určité funkce (politické, vojenské apod.) po přechodnou či krátkou dobu. Nejsou rovněž zahrnuti církevní hodnostáři z řad šlechty, kteří pocházeli ze šlechtických rodů z jiných zemí.

## H
- Halamové z Jičína [1]
- Halčnovští z Halčnova [1]
- Hänové von Hännebreg[2]
- Hartigové
- Hastníkové z Waizenfeldu [1]
- Hatlákové z Prachatic [1]
- Hatzfeldtové [3]
- Haugvicové z Biskupic
- Havranovští [1]
- Heltové z Kementu [1]
- Henckelové z Donnersmarcku [3]
- Hentschelové von Gilgenheimb[2]
- Heraltičtí z Heraltic [1]
- Herbersteinové[2]
- Hložkové z Byslavic[1]
- Hodičtí z Hodic
- Hochbergové [3]
- Hoškové z Belku [1]
- z Hradčan [1]
- Hradští z Hohendorfu [1]
- Hrdí z Klokočna [1]
- Hrobčičtí z Hrobčic
- Hrotové z Lukavce [1]
- Hřivnáčové z Hněvošic a Herultic [1]
- Hýzrlové z Chodů